# Rosalind Franklin
Rosalind Elsie Franklin (født 25. juli 1920, død 16. april 1958) var en britisk kemiker og røntgen-krystallograf, som gjorde betydningsfulde opdagelser af strukturerne i DNA, hvis struktur hun i 1953 bidrog til opdagelsen af. Hun blev kemiker på Cambridge universitetet.
Franklin er bedst kendt for sit arbejde med røntgendiffraktion af DNA, hvilket førte til opdagelsen af DNA-dobbeltspiralen, en opdagelse der ellers tillægges Francis Crick og James D. Watson. Ifølge et brev fra Francis Crick, som først blev opdaget senere, var hendes data centrale for bestemmelsen af strukturen og for formuleringen af Crick og Watsons model fra 1953. Franklins billeder af røntgendiffraktion, der bekræftede DNAs spiralstruktur blev vist til Watson uden hendes tilladelse eller viden. Disse billeder gav værdifuld indsigt i DNAs struktur, mens Franklins bidrag til opdagelsen af dobbeltspiralen generelt er overset.
Ikke offentliggjorte kladder til hendes videnskabelige artikler viser, at hun var kommet frem til DNA-spiralens overordnede form og placeringen af fosfatgrupperne på strukturens yderside. Det var tillige en af Franklins rapporter, der overbeviste Crick og Watson om, at baserne måtte sidde på indersiden, hvor de var beskyttet. Men hendes artikler blev først offentliggjort efter Crick og Watsons, som kun antydede hendes betydning for deres hypotese. Watson har sagt, at Franklin burde have fået Nobelprisen i kemi sammen med Maurice Wilkins.[kilde mangler]
Efter at have færdiggjort arbejdet med DNA, udførte hun vigtig forskning i bl.a. poliovirus.
Hun døde 37 år gammel af kræft i æggestokkene i 1958.[kilde mangler]
Den europæiske rumorganisation ESA vil opkalde deres Mars-robot ExoMars Rover efter Rosalind Franklin. Rosalind Franklin skal opsendes i 2020 og lander i 2021 i Oxia Planum og skal bl.a. bore sig to meter ned under marsoverfladen.